# Jean-Toussaint Merle

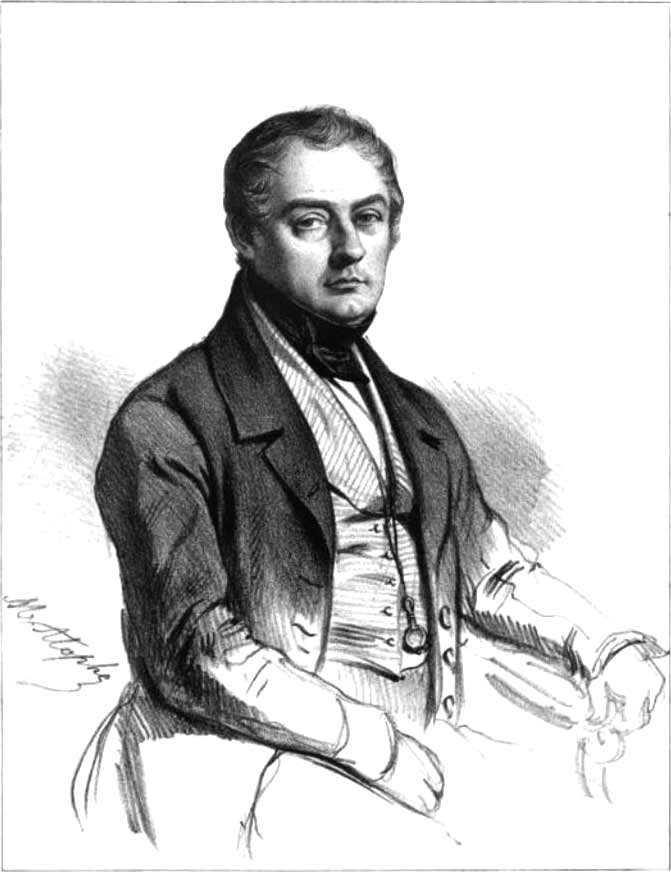
Jean-Toussaint Merle

Jean-Toussaint Merle (Montpellier, 10 giugno 1785 – Parigi, 27 febbraio 1852) è stato un drammaturgo, librettista e giornalista francese.

## Biografia
Merle fece buoni studi all'École centrale del dipartimento dell'Hérault e giunse quindi a Parigi nel 1803. Ben presto impiegato al Ministero degli Interni, lasciò in seguito questo posto per il servizio militare e tornò nella capitale solo alla fine del 1808. Debuttò così in letteratura. I suoi lavori furono quasi sempre in collaborazione con altri letterati (Marc-Antoine Madeleine Désaugiers, Francis baron d'Allarde, Nicolas Brazier, Théophile Marion Dumersan, Pierre Carmouche, Michel-Nicolas Balisson de Rougemont, Antoine Simonnin, Achille d'Artois e molti altri).
Attivo come giornalista, lasciò numerose opere di natura critica sul teatro e l'opera lirica, nonché due raccolte di saggi ed elzeviri legati soprattutto al Mercure de France.
Diresse il Théâtre de la Porte Saint-Martin dal1822 al 1826, ma le sue pièces furono rappresentate in vari altri teatri di Parigi. Nel 1829 sposò l'attrice Marie Dorval, del maestro di balletto Louis Étienne Allan (1777-1820). È sepolto nel cimitero di Montmartre, accanto alla moglie.

## Opere

### Teatro
- 1806: Monsieur Giraffe, ou La mort de l’ours blanc, vaudeville in 1 atto, con Auguste-Mario Coster, René de Chazet, Marc-Antoine Madeleine Désaugiers, Georges Duval, Francis baron d'Allarde, Charles-François-Jean-Baptiste Moreau de Commagny, André-Antoine Ravrio e Joseph Servières;
- 1810: Monsieur Grégoire ou Courte et bonne, vaudeville in 1 atto;, con de Chazet e Joseph Desessarts d'Ambreville;[1]
- 1810: Relâche pour la répétition générale de Fernand Cortez, ou le Grand opéra in province, parodia in 1 atto, con Michel-Nicolas Balisson de Rougemont e Moreau de Commagny;
- 1812: Le Ci-Devant Jeune Homme, commedia in 1 atto con Nicolas Brazier;[2]
- 1813: Monsieur Croque-Mitaine, ou Le Don Quichotte de Noisy-le-Sec, stravaganza in 1 atto e in vaudevilles, con Brazier e Désaugiers;
- 1813: Les Intrigues de la Rapée, vaudeville in un atto, con Théophile Marion Dumersan e Sewrin;
- 1813: Tout pour l'enseigne, ou la Manie du jour, vaudeville in 1 atto, con Lafortelle, Brazier e Moreau de Commagny;
- 1814 : La Jeunesse de Henri IV, ou la Chaumière béarnaise, commedia in un atto, con Brazier e Maurice Ourry;[3]
- 1815: Le Singe voleur, ou Jocrisse victime, imitazione burlesca in 1 atto del melodramma La Pie voleuse, ou La Servante de Palaiseau (di Théodore Baudouin d'Aubigny e Louis-Charles Caigniez), con Désaugiers;
- 1816: Les Deux Philiberte ou Sagesse et folie, con Brazier e Dumersan;
- 1816: Les Deux Vaudevilles, ou la Gaieté et le sentiment, vaudeville episodico in 1 atto, con A.-M. Lafortelle e Brazier;[4]
- 1817: L’Heureuse Moisson, ou le Spéculateur in défaut, vaudeville in 1 atto con Pierre Carmouche e Frédéric de Courcy;
- 1817: Préville et Taconnet, ou la Comédie sur le boulevard, vaudeville sbarazzino in 1 atto, con Brazier;
- 1817: Le Petit Monstre de la rue Plumet, ou Est-elle laide? est-elle jolie?, commedia in 1 atto e in vaudeville con Henri Simon e Brazier;[5]
- 1818: Le Bourgmestre de Saardam, ou Les deux Pierre, commedia eroica in 3 atti con Mélesville e Eugène Cantiran de Boirie, musica di Nicolas Schaffner;[6]
- 1818: Baboukin, ou le Sérail in goguette, vaudeville in 1 atto, con Lafortelle e Moreau de Commagny;
- 1819: Le Banc de sable, ou les Naufragés français con Frédéric Dupetit-Méré e Cantiran de Boirie, melodramma in 3 atti in prosa;
- 1819: Le Tailleur de Jean-Jacques, commedia in 1 atto e in prosa, con Rougemont e Antoine Simonnin;
- 1820: La Cloyère d'huitres, ou les Deux Briquebec, commedia-vaudeville in 1 atto, con Carmouche e de Courcy;
- 1820: Marie Stuart, dramma in 3 atti, da Friedrich von Schiller;
- 1821: Le Code et l'amour, vaudeville in 1 atto, con Simonnin e de Rougemont;
- 1822: Le Lépreux de la vallée d'Aoste, melodramma in 3 atti con Hyacinthe Decomberousse e Baudouin d'Aubigny;
- 1822: La carte à payer, vaudeville in un atto;
- 1822: La Lampe merveilleuse, féerie-burlesque in 2 atti;
- 1823: Le Cuisinier de Buffon, vaudeville in 1 atto, con Rougemont e Simonnin;
- 1823: Le Conscrit, vaudeville in 1 atto, con Simonnin e Ferdinand Laloue;
- 1823: La Saint-Louis au bivouac, scene militari, intervallate a distici, con Laloue e Simon;[7],
- 1824: La Saint-Louis des artistes, ou la Fête du Salon, vaudeville in 1 atto, con Simonnin e Laloue;[8]
- 1825: L'Agent de change ou Une fin de mois, dramma in 3 atti, da Beaumarchais, con Baudouin d'Aubigny e Maurice Alhoy;
- 1825: Le Vieillard d'Ivry, ou 1590 et 1825, vaudeville in 2 quadri, con Désaugiers e Laloue, interprete Jean Coralli in occasione della consacrazione di Carlo X di Francia;
- 1825; Monsieur Charles, ou Une matinée à Bagatelle, commedia-vaudeville in 1 atto, con Laloue;
- 1834: La Chambre de Rossini, con Achille d'Artois e Simonnin;

### Libretti
- 1823: Les Invalides ou Cent ans de gloire, tableau militare in 2 atti con Boirie, Henri Simon e Ferdinand Laloue, musica di Alexandre Piccinni;
- 1824: Ourika ou l'Orpheline africaine, melodramma in 1 atto e in prosa, con de Courcy, musica di Charles-Guillaume Alexandre;
- 1826: Le Monstre et le Magicien, melodramma-féerie in 3 atti, con Antoine-Nicolas Beraud, musica di Alexandre Piccinni;[9]
- 1827: Il borgomastro di Saardam, melodramma giocoso in 2 atti, libretto di Domenico Gilardoni, Mélesville, Merle e Eugène Cantiran de Boirie, musica di Gaetano Donizetti;

### Giornalismo
- 1809: L'Espion anglais, ou Correspondance entre deux milords sur les mœurs publiques et privées des Français, Paris, Léopold Collin, 2 vol. in-8°;
- 1827: Lettre à un compositeur français sur l'état actuel de l'Opéra, Paris, Barba, in-8°;
- 1827: De l'Opéra, Paris, Baudouin, in-8°,;
- 1829: Du marasme dramatique in 1829, in-8°;
- 1831: Anecdotes historiques et politiques pour servir à l'histoire de la conquête d'Alger, in-8°;

### Raccolte di saggi
- 1808: Mémoires historiques, littéraires et critiques de Bachaumont, de 1762 à 1786, Paris, 3 vol. in-8°;
- 1811: Esprit du Mercure de France depuis son origine (1672) jusqu'en 1792, Paris, 3 vol . in-8°.